# لين هيلاري
لين هيلاري (بالإنجليزية: Lynn Hilary)‏ هي مغنية وعازفة قيثارة أيرلندية، ولدت في 21 أبريل 1982 في دبلن في جمهورية أيرلندا.

## وصلات خارجية
- الموقع الرسمي
- لين هيلاري على موقع IMDb (الإنجليزية)
- لين هيلاري على موقع ميوزك برينز (الإنجليزية)
- لين هيلاري على موقع ديسكوغز (الإنجليزية)